# Caja Navarra

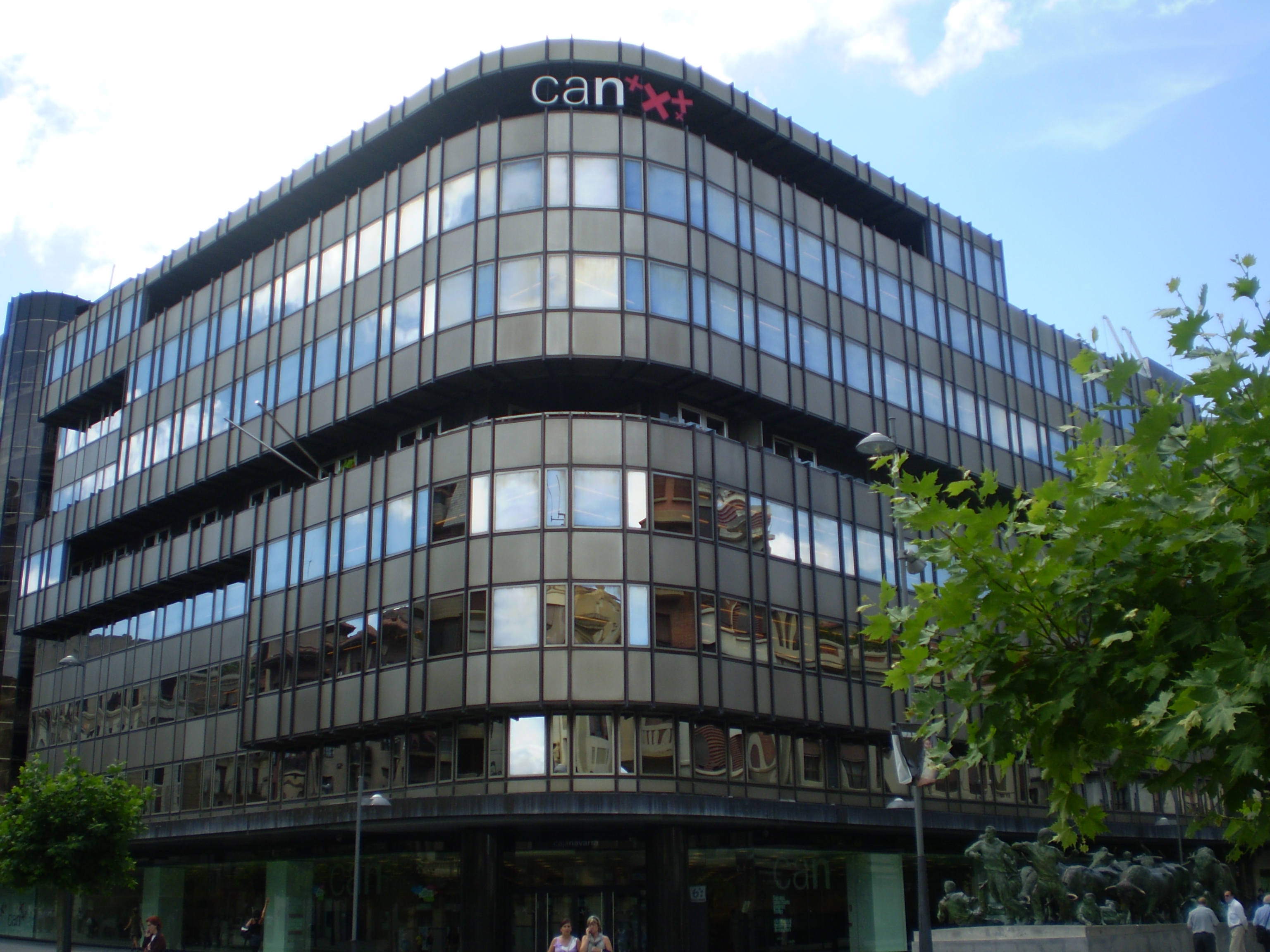
Seu central de la Fundació Caja Navarra a Pamplona.

Caja Navarra o CAN era una caixa d'estalvis navarresa amb seu a Pamplona. Caja Navarra es va fusionar mitjançant un Sistema de Protecció Institucional amb CajaCanarias, Caja de Burgos i Cajasol creant Banca Cívica, el 2012 Banca Cívica va ser absorbida per CaixaBank i actualment aquesta antiga caixa d'estalvis és una fundació de caràcter especial accionista minoritària de l'entitat bancària liderada per «La Caixa».